# Cystisoma spinosum
Cystisoma spinosum är en kräftdjursart som först beskrevs av J. C. Fabricius 1775.  Cystisoma spinosum ingår i släktet Cystisoma och familjen Cystisomatidae. Inga underarter finns listade i Catalogue of Life.